# Daulotypus umbratilis
Daulotypus umbratilis là một loài bọ cánh cứng trong họ Endomychidae. Loài này được Oke miêu tả khoa học năm 1932.